# Selbstleseverfahren
Das Selbstleseverfahren ist eine Form der Beweiserhebung im deutschen Strafprozessrecht, bei der eine als Beweismittel dienende Urkunde nicht, wie beim herkömmlichen Urkundenbeweis durch Verlesen in die Hauptverhandlung eingeführt wird, sondern diese Verlesung dadurch ersetzt wird, dass die Richter und Schöffen vom Wortlaut der Urkunde oder des Schriftstücks Kenntnis genommen haben und die übrigen Beteiligten hierzu Gelegenheit hatten.
Das Selbstleseverfahren ist in § 249 Absatz 2 der Strafprozessordnung geregelt. Der Anordnung des Vorsitzenden, ein Schriftstück im Selbstleseverfahren in die Hauptverhandlung einzuführen, können der Staatsanwalt, der Angeklagte oder der Verteidiger widersprechen. Auf einen unverzüglich zu erhebenden Widerspruch entscheidet das Gericht. Gegen die Anordnung des Vorsitzenden zur Durchführung des Selbstleseverfahrens kann der Zwischenrechtsbehelf erhoben werden. Es ist auch möglich, dass das Einverständnis aller Beteiligten zunächst zu Protokoll erklärt wird und anschließend ein Gerichtsbeschluss herbeigeführt wird.